# Reprezentacja Rumunii na żużlu
Reprezentacja Rumunii na żużlu – grupa żużlowców reprezentujących Rumunię w sportowych imprezach międzynarodowych. Za jej funkcjonowanie odpowiedzialny jest Federația Română de Motociclism (FRM).

## Kadra
Następujący żużlowcy zostali powołani do kadry w sezonie 2022:
Seniorzy:
- Andrei Popa

U-21:
- Erik Daniel Gheorghe